# Les bruixes d'Eastwick
Les bruixes d'Eastwick (títol original: The Witches of Eastwick) és una pel·lícula estatunidenca dirigida per George Miller, estrenada l'any 1987. Ha estat doblada al català.
La pel·lícula està basada en la novel·la homònima de John Updike de 1984, i protagonitzada per Jack Nicholson, Cher, Susan Sarandon i Michelle Pfeiffer.

## Argument
Tres amigues viuen en un poble de Rhode Island, orgullós de la seva tranquil·litat i el seu puritanisme. Jane, la pèl-roja, divorciada, és professora de música; Sukie, la rosa, és periodista i mare de sis noies que el seu pare ha abandonat; Alexandra, la bruna, és escultora i vídua. Totes tres es reuneixen tots els dijous al vespre per parlar de tot i de res, per expressar els seus fantasmes. Un dia, un cert Daryl Van Horne s'estableix en la més antiga i sumptuosa residència de Eastwick. No se sap res d'ell.

## Repartiment
- Jack Nicholson: Daryl Van Horne
- Cher: Alexandra Medford
- Susan Sarandon: Jane Spofford
- Michelle Pfeiffer: Sukie Ridgemont
- Veronica Cartwright: Felicia Alden
- Richard Jenkins: Clyde Alden
- Keith Jochim: Walter Neff
- Carel Struycken: Fidel
- Helen Lloyd Breed: Madame Biddie
- Caroline Struzik: Carol Meford
- Michele Sincavage, Nicol Sincavage, Heather Coleman, Carolyn Ditmars, Cynthia Ditmars i Christine Ditmars: Nens Ridgemont
- Becca Lish: Madame Neff

## Rebuda
La pel·lícula ha conegut un cert èxit comercial, informant aproximadament 63.766.000 $ al box-office a Amèrica del Nord.
Ha rebut una rebuda de la crítica favorable, recollint un 73 % de crítiques positives, amb una nota mitjana de 6,2/10 i sobre la base de 26 crítics en el lloc Rotten Tomatoes.

## Premis i nominacions

### Premis
- 41a cerimònia dels British Academy film Awards: millors efectes visuals
- Saturn Awards 1988 : millor actor (Jack Nicholson)

### Nominacions
- 60e cerimònia dels Oscars: millor música i millor so
- Saturn Awards 1988 : millor pel·lícula fantàstica, millor actriu (Susan Sarandon), millor guió, millor música, millors efectes visuals, millor actriu en un segon paper (Veronica Cartwright)
- Premi Hugo 1988 : millor pel·lícula
- Grammy Awards 1988 : millor banda original